# Хаджиев, Шамсудин Магомедович
Шамсуди́(н) Магоме́дович Хаджи́ев (20 августа 1930 года, Чечен-Аул, Чеченская автономная область — 25 ноября 2005 года, Грозный, Чеченская Республика, Россия) — строитель, общественный деятель, Герой Социалистического Труда. Почётный гражданин Грозного.

## Биография
В годы депортации жил в Лениногорске, где окончил строительное училище. Стал бригадиром комсомольско-молодёжной бригады, которая прославилась своим трудом. Бригадир стал самым молодым депутатом горсовета города. В 1957 году, после восстановления Чечено-Ингушской АССР, вернулся на родину вместе со своей бригадой из 17 строителей.
Трудовой стаж Хаджиева составил более полувека. Около 40 % гражданских и промышленных объектов в Грозном было построено его бригадой. За 30 лет его бригадой было построено более одного миллиона квадратных метров жилья.
30 марта 1971 года ему было присвоено звание Героя Социалистического Труда, а в 1978 году он был удостоен звания «Заслуженный строитель РСФСР». В 1982 году стал лауреатом Государственной премии СССР в области строительства.
С 1955 года неоднократно избирался депутатом, являлся членом Президиума Верховного Совета Чечено-Ингушской АССР в течение десяти лет. В начале 1990-х годов ушёл на пенсию. Последние годы жил в Москве.

## Награды и звания[2]
- Герой Социалистического Труда (1971);
- Орден «Знак Почёта» (1966);
- Орден Дружбы народов (1968);
- Орден Октябрьской Революции (1971);
- Медаль Дружбы народов Болгарии (1968);
- Медаль «Ветеран труда» (1985);
- Заслуженный строитель РСФСР (1978);
- Государственная премия СССР в области строительства.

## Память
В августе 2008 года улица Украинская в Грозном, на которой жил Хаджиев, была названа его именем.